# 大安寺村 (福井県)
大安寺村（だいあんじむら）は福井県坂井郡にあった村。現在の福井市中心部の北西、九頭竜川・日野川左岸にあたる。

## 地理
- 河川：九頭竜川、日野川、七瀬川

## 歴史
- 1889年（明治22年）4月1日 - 町村制の施行により、島山梨子村、内山梨子村、仙村、御所垣内村、江上村、剣大谷村、天菅生村、岸水村、四十谷村、田ノ谷村、北楢原村及び南楢原村の区域をもって、大安寺村が発足する。
- 1957年（昭和32年）4月1日 - 大安寺村が分割して、大字剣大谷、大字江上、大字御所垣内、大字仙、大字島山梨子及び大字内山梨子（現在の宮ノ下地区）の区域が川西村に、大字南楢原、大字北楢原、大字田ノ谷、大字四十谷、大字岸水及び大字天菅生が福井市に編入する。

## 分村合併騒動
1957年（昭和32年）4月1日、大安寺村は北部が川西村、南部が福井市に分かれそれぞれ編入した。大安寺村は地勢の関係で北部は農家が多く、南部は福井市に勤務する住民が多い関係で、合併話がでた際、北部は川西村へ、南部は福井市への編入をそれぞれ主張していた。55年の村長選挙では福井派が当選したものの、議会は福井派7名、川西派5名となり、村を二分する対立へと発展した。村当局と福井派は全村の福井市編入を主張し、川西派は分村してでも川西村へ編入したいと主張した。結果、村民の対立感情は日増しに高まり、日用品の購入もそれぞれの派の商店で購入するようになった。ついには呪いのワラ人形までが登場し、村内は不穏な雰囲気に包まれた。村当局の妨害がありながらも県選挙管理委員会の代執行住民投票の結果、大安寺村は分村の上、川西村と福井市にそれぞれ編入された。